# Mariano Gil de Bernabé
Mariano Gil de Bernabé (Báguena, 1767 - 1812) fue un militar español, artillero y profesor militar de oficiales de urgencia en Sevilla y Cádiz durante la Guerra de la Independencia Española y del Batallón Literario de estudiantes de Santiago de Compostela en La Coruña. Precursor de la Oficialidad de Complemento en España. Llegó al grado de teniente coronel de Artillería.

## Biografía
En la primavera de 1809 llegó a Sevilla con la idea de llevar a cabo la creación de unos Colegios Generales para jóvenes cadetes. El 8 de agosto de 1809 redactó y envió el siguiente escrito a la atención de la Junta Suprema Central:
«En la Academia que yo quiero establecer para instruir tales alumnos, saldrá el mejor plantel de oficiales que tiene la nación; en más de 15.000 estudiantes, bachilleres, licenciados, doctores y aún catedráticos de Filosofía y otras Facultades mayores que se precisan a tomar las armas, en las que no sólo podrán escogerse en número grande de oficiales subalternos de compañía, sino que entre ellos se descubrirán excelentes para jefes y aún para generales. No lo dudemos, así como las tierras beneficiadas por semillas delicadas, dan con prontitud sazonados frutos, de la misma suerte los estudiantes preparados para conocimientos más sublimes, deben en poco tiempo saber cuanto necesita un excelente militar».
La idea es acogida con gran entusiasmo por el Asistente de Sevilla Jerónimo de Ustáriz, marqués de Ustáriz que aprueba y apoya la iniciativa. Gravemente enfermo, Ustáriz morirá el 27 de septiembre sin ver la inauguración de la nueva Academia.»
Gil de Bernabé tomó el mando del Cuerpo de Voluntarios de Honor de la Real Universidad de Toledo creando con este contingente y bajo la aprobación de la Junta, el primer Colegio con el nombre de Academia Militar de Sevilla, que quedó establecida el 14 de diciembre de 1809. El 16 de ese mismo mes la Junta General aprobó el Reglamento de la nueva institución. El primer edificio donde se ubicó la Academia fue el convento de San Antonio de Sevilla. 
En 1810 y tras la ocupación de Sevilla por las tropas de Napoleón, Gil de Bernabé al frente del batallón de la Academia creada escoltó los caudales públicos dirigiéndose hacia Niebla para llegar a Ayamonte. Después regresó a Cádiz el 11 de febrero del mismo año y sus alumnos le siguieron el día 23.
Mariano Gil de Bernabé es el único militar de tierra que yace en el Panteón de Marinos Ilustres de San Fernando (Cádiz).